# Соломатін
Солома́тін (рос. Соломатин) — російське прізвище. Жіноча форма — Соломатіна.

## Відомі носії
- Соломатін Андрій Юрійович (нар. 1975) — колишній російський футболіст, захисник.
- Соломатін Михайло Дмитрович — радянський воєначальник, генерал-полковник танкових військ (26.10.44).
- Соломатін Юрій Петрович (нар. 1937) — український політик.